# Ванкувер Вайткепс (1974—1984)
Ванкувер Вайткепс (англ. Vancouver Whitecaps) — колишній професіональний футбольний клуб, заснований 11 грудня 1973 року. Протягом усього часу існування грав у Північноамериканській футбольній лізі аж до закриття NASL в 1984 році.

## Історія
«Вайткепс» домігся успіху, вигравши в 1979 році Соккер Боул. За «Вайткепс» тієї епохи виступали не тільки міжнародні гравці, такі як Алан Болл, але і місцеві зірки: Сем та Боббі Ленардуцці, Базз Парсонс і Глен Джонсон. У 1979 році команда з «села Ванкувера» виграла у гранда «Нью-Йорк Космос» в одній із серій плей-оф, а пізніше здобула і Соккер Боул, перемігши «Тампа-Бей Раудіс».
В кінці 1970-х футбольний інтерес досяг свого піку у Ванкувері. Відвідуваність ігор «Вайткепс» на «Емпайр Стедіум» зросла до середнього рівня в 32 000 глядачів. Крім того, команда записала два музичні треки, один з яких, «Білий — це колір», став хітом на місцевому радіо напередодні їх чемпіонства.
Після гри на 32 000-місцевому «Емпайр Стедіум» у Ванкувері протягом більшої частини свого існування команда переїхала на новий 60000-місцевий стадіон Бі-Сі Плейс в 1983 році.
Після закриття у 1984 році NASL «Вайткепс» поряд з багатьма іншими командами NASL також були змушені саморозпуститися.

## Відвідуваність
Рекорд відвідуваності домашньої гри «Вайткепс» був встановлений 20 червня 1983 року. 60 342 людини прийшли подивитися матч проти «Сіетл Саундерс» (перше коло на стадіоні «Бі-Сі Плейс»). Це була найбільша аудиторія, яка тільки може бути на матчі футбольного клубу в Канаді, рекорд тримався до 12 травня 2012 року, поки команда «Монреаль Імпакт» не перевищила позначку в 60 860 глядачів.

## Досягнення
- Соккер Боул: 1 (1979)

## Відомі гравці
- Алан Джеймс Болл
- Гольгер Осієк
- Горст Кеппель
- Боб Ленардуцці
- Руд Крол
- Девід Гарві
- Брюс Гроббелар